# Praça Independência (Montevidéu)
A Praça Independência (em espanhol: Plaza Independencia) está localizada na cidade de Montevidéu, Uruguai, no limite entre a Cidade Velha e a área central, anteriormente conhecida como Cidade Nova (Ciudad Nueva).

## História
Foi originalmente projetada pelo arquiteto Carlo Zucchi em 1837, quando a cidade se expandiu, como parte de um plano diretor. O projeto teve a inspiração de seus professores: Charles Percier e Pierre François Léonard Fontaine, autores de obras como a parisiense Rue de Rivoli, e os criadores do estilo império e do estilo diretório. Esse projeto foi alterado em 1860 por Bernard Poncini.
Entre 1896 e 1906 situou-se em seu centro a estátua de Joaquín Suárez de Rondelo, que atualmente encontra-se na praça da Avenida Agraciada, esquina com a Joaquín Suárez; transferida por decisão do presidente José Batlle y Ordóñez.
Desde 1882, durante o governo de Máximo Santos, havia uma lei que aprovava um orçamento para a criação de um monumento a José Artigas, "fundador de nuestra nacionalidad"; a pedra fundamental foi colocada em 25 de agosto de 1884, no entanto, o monumento demorou a se materializar. Juan Zorrilla de San Martín esboçou as ideias gerais em "A Epopeia de Artigas"; em 1913, uma comissão declarou vencedores do concurso de projetos o italiano Angelo Zanelli (1879-1942) e o uruguaio Juan Manuel Ferrari (este terminou por ser dispensado).
Foi finalmente inaugurado em 28 de fevereiro de 1923 ao final do mandato presidencial de Baltasar Brum.
Durante a ditadura  civil-militar (1973-1985), através do decreto-lei N° 14.276, de 27 de setembro de 1974, foi decidido a criação de um mausoléu para abrigar os restos mortais de Artigas, que estavam no Panteão Nacional do Cemitério Central até 1972 e, posteriormente, na posse dos Blandengues. Obra dos arquitetos Lucas Ríos Demalde e Alejandro Morón, que acrescentaram ao monumento um mausoléu de granito com amplas escadas até o subsolo que guarda a urna com os restos mortais de José Artigas; uma pirâmide truncada permite que o sol penetre diretamente até a urna. Em 19 de junho de 1977, na presença do presidente de fato Aparicio Méndez, o mausoléu foi inaugurado. Com a volta da  democracia no Uruguai, muito se questionou este uso do nome, imagem e os restos mortais do herói nacional para a exaltação de uma ditadura que implicava negar os ideais democráticos republicanos e representativos de Artigas. Durante 2009, o presidente Tabaré Vázquez propôs e insistiu na possibilidade de transferir os restos mortais do herói para a nova Torre Executiva, mas isso provocou muitas críticas da oposição, e até queixas dos descendentes do herói. Deverá ser implementada a lei de 2001, segunda a qual deverão ser escritas frases célebres do ideário artiguista nos muros do mausoléu. O dia 23
de setembro  do 2011 foi trasladada  a urna com os restos do heroi até  o Quartel dos Blandengues. Urna que será restaurada  e decidido seu  próximo destino.

## Características
Em seu centro está a grande estátua equestre de José Gervasio Artigas e pode ser acessada através de escadas até o mausoléu subterrâneo onde se conservavan os restos mortais do herói nacional em uma urna. A estátua é obra do escultor italiano Angelo Zanelli.
A leste fica a Porta da Cidadela (Puerta de la Ciudadela), testemunho do Montevidéu colonial e início da via para pedestres Sarandí.
Em frente à calçada sul pode-se encontrar a Torre Executiva, atual sede do Poder Executivo, e o Palácio Estévez, até poucas décadas atrás, a sede do mesmo poder, apesar de ainda ser utilizado para alguns atos protocolares deste, como por exemplo, a transferência da faixa presidencial. Também abriga um museu.
Na calçada oeste, na esquina com a avenida 18 de Julio pode-se ver o Palácio Salvo, obra do arquiteto Mario Palanti. Quando foi construído era o edifício mais alto da América do Sul.

## Cultura
A praça é frequentemente utilizada para exposições de arte, como a dos United Buddy Bears, que ocorreu em 2009 e era composta por 140 esculturas de dois metros de altura, cada uma pintada por um artista de um dos 140 países.